# 西日本短期大学附属高等学校
西日本短期大学附属高等学校（にしにっぽんたんきだいがくふぞくこうとうがっこう、Nishi-Nippon Junior College High School）は、福岡県八女市亀甲にある、西日本短期大学附属の私立高等学校。略称は短期大学のそれと同じ「西短」（にしたん）。

## 沿革

### 年表
- 1962年（昭和37年） 現在地に開校。
- 1965年（昭和40年） 校歌・校旗制定。
- 1983年（昭和58年） 進学クラス設置。
- 1992年（平成4年） 第74回全国高等学校野球選手権大会（夏の甲子園）優勝。
- 1996年（平成8年） 創立35周年記念館（講堂兼体育館）完成。
- 2003年（平成15年） 茶道会館「禎祥」完成。
- 2006年（平成18年） 立志館（特進コース校舎・寮）完成。
- 2012年（平成24年） 保育・福祉進学クラス（西短大連携）開設。
- 2013年（平成25年） ベトナムのハノイ国家大学附属高等学校と姉妹校協定書を締結。
- 2014年（平成26年） 保育・福祉進学コース開設。
- 2015年（平成27年） ベトナムのキムリエン高等学校、ベトドゥック高等学校と姉妹校盟約締結。
- 2022年（令和4年） 創立60周年。室内練習場芝生工事完成。
- 2023年（令和5年） キャリアセレクトコース開設。

## 教育組織
すべて普通科内コースの扱い。
- 特進選抜コース
- 特進 看護・医療進学コース
- 特進 総合進学コース
- 保育進学コース
- キャリアセレクトコース

なお、「キャリア・ライセンスコース」及び「健康スポーツコース」は2023年度（令和5年度）より「キャリアセレクトコース」として統合された。

## 教育方針
建学の精神
宇宙精神・報恩感謝
校歌
1965年制定
- 作詞：丸山豊
- 作曲：陶山聡

応援歌
- 作詞：宮原恭盛
- 作曲：大塚好道

## 施設
立志館
特進 選抜コース、特進 看護・医療進学コース、特進 総合進学コースの校舎。教室、エントランス、廊下すべてに冷暖房完備。硬式野球部の寮も併設している。
中校舎
保育進学コース、キャリアセレクトコースの校舎。事務室、校長室、進路指導室などもこの校舎に存在する。
北校舎
音楽室、書道教室、家庭科室、理科実験室、保健室、吹奏楽部練習場などの特別教室がある。
35周年記念館
講堂 兼 体育館、図書館、食堂、会議室、コンディショニングルーム、シャワールーム、合宿所、相撲部練習場（土俵）を備える。コンディショニングルームには、高濃度酸素を吸入することで外科的回復・疲労回復の促進が期待される酸素カプセル「O2ボックス」が全国的に珍しく常時設置されている。
茶道会館「禎祥」
本格的な茶室に加え、立礼式の茶室も完備。立礼式茶室は2022年度より1・2年次の必修科目となった「伝統文化(茶道)」の教室として活用されている。

## 部活動
硬式野球部・女子バレーボール部・女子バスケットボール部・剣道部・男子サッカー部・女子サッカー部・吹奏楽部が強化部として活動。このほか、陸上部、弓道部、空手部、相撲部、美術部などが活動している。

### 運動部
硬式野球や女子バレーボールの強豪校として知られており、全国高等学校野球選手権大会、春高バレーなどに出場している。
硬式野球部は1987年1月に新日鉄堺で野茂英雄らを育てた監督浜崎満重を招へいし、1992年夏（第74回）に全国制覇を果たす。
女子バレーボール部を巡る体罰問題は後述。
- 硬式野球 - 春2回出場、夏8回出場
- 女子バレーボール - 春の高校バレー 4回出場、高校総体 3回出場
- 女子バスケットボール
- 剣道
- 男子サッカー
- 女子サッカー
- 相撲
- 弓道
- 陸上
- テニス
- 空手道

### 文化部
吹奏楽部が令和３年に創部初となる福岡県吹奏楽コンクール金賞受賞、九州吹奏楽コンクール金賞受賞、また文芸部が令和４年に「第46回全国高等学校総合文化祭東京大会「とうきょう総文2022」」に出場するなどの成績をおさめている。
- 吹奏楽
- 文芸
- 美術

| 年度           | 部活動         | 大会名                                                           | 実績       |  |
| -------------- | -------------- | ---------------------------------------------------------------- | ---------- |  |
| 1986（昭和61） | 硬式野球       | 第68回全国高等学校野球選手権大会（夏の甲子園）初出場             |            |  |
| 1987（昭和62） | 硬式野球       | 第59回選抜高等学校野球大会（春のセンバツ甲子園）初出場           |            |  |
| 1990（平成2）  | 硬式野球       | 第72回全国高等学校野球選手権大会（夏の甲子園）                   | ベスト４   |  |
| 1992（平成4）  | 硬式野球       | 第74回全国高等学校野球選手権大会（夏の甲子園）                   | 優勝       |  |
| 1997（平成9）  | 柔道           | 国民体育大会（柔道団体）                                         | 優勝       |  |
| 2004（平成16） | 硬式野球       | 第86回全国高等学校野球選手権大会（夏の甲子園）                   |            |  |
| 2004（平成16） | 女子バレー     | 全国高校総合体育大会（インターハイ）初出場                       | ベスト16   |  |
| 2004（平成16） | 柔道           | 全国高校総合体育大会（インターハイ）                             | 第3位      |  |
| 2004（平成16） | 水泳           | 全国高校総合体育大会（インターハイ）                             | 第5位      |  |
| 2005（平成17） | 剣道           | 玉竜旗高校剣道大会（女子）                                       | ベスト8    |  |
| 2006（平成18） | 女子バレー     | 全国高校総合体育大会（インターハイ）                             |            |  |
| 2006（平成18） | 剣道           | 全国高校総合体育大会（インターハイ）                             |            |  |
| 2006（平成18） | 剣道           | 玉竜旗高校剣道大会（女子）                                       | ベスト8    |  |
| 2006（平成18） | 水泳           | 全国高校総合体育大会（インターハイ）                             |            |  |
| 2008（平成20） | 水泳           | 全九州高等学校体育大会（200ｍ背泳ぎ）                            | 第3位      |  |
| 2008（平成20） | 水泳           | 末広杯全九州高等学校選手権水泳競技大会（200ｍ）                  | 第2位      |  |
| 2008（平成20） | 柔道           | 第93回九州柔道大会 団体Bチーム                                   | 優勝       |  |
| 2008（平成20） | 柔道           | 第93回九州柔道大会 団体Aチーム                                   | 準優勝     |  |
| 2008（平成20） | 女子バレー     | 第9回全九州私立高等学校バレーボール選手権大会                    | 第3位      |  |
| 2009（平成21） | 柔道           | 第41回九州ジュニア柔道体重別選手権大会（個人）                   | 第3位      |  |
| 2009（平成21） | 柔道           | 第94回九州柔道大会（団体）                                       | 優勝       |  |
| 2009（平成21） | 水泳           | 全九州高等学校体育大会水泳競技（200ｍ）                          | 第2位      |  |
| 2009（平成21） | 女子バレー     | 全九州選抜バレーボール大会                                       |            |  |
| 2010（平成22） | 柔道           | 第95回九州柔道大会 団体Bチーム                                   | 優勝       |  |
| 2010（平成22） | 柔道           | 第95回九州柔道大会 団体Aチーム                                   | 準優勝     |  |
| 2010（平成22） | 柔道           | 第14回九州高等学校新人柔道大会（団体）                           | 第3位      |  |
| 2010（平成22） | 硬式野球       | 第126回九州地区高等学校野球大会（春季）                          |            |  |
| 2010（平成22） | 女子バレー     | 全九州選抜バレーボール大会                                       | 第3位      |  |
| 2011（平成23） | 柔道           | 第96回九州柔道大会 団体Aチーム                                   | 優勝       |  |
| 2011（平成23） | 柔道           | 第96回九州柔道大会 団体Bチーム                                   | 準優勝     |  |
| 2011（平成23） | 柔道           | 第15回九州高等学校新人柔道大会（個人）                           | 優勝       |  |
| 2011（平成23） | 女子バレー     | 全九州選抜バレーボール大会出場                                   | ベスト8    |  |
| 2012（平成24） | 柔道           | 第61回全国高等学校総合体育大会（個人）                           |            |  |
| 2012（平成24） | 柔道           | 第62回全九州高等学校柔道競技大会出場（個人）                     | 優勝       |  |
| 2012（平成24） | 柔道           | 九州ジュニア柔道体重別選手権大会（個人）                         |            |  |
| 2012（平成24） | 柔道           | 全日本ジュニア柔道体重別選手権大会（個人）                       |            |  |
| 2012（平成24） | 柔道           | 第16回九州高等学校新人柔道大会（団体）                           |            |  |
| 2012（平成24） | 剣道           | 第59回全九州高等学校剣道大会（個人）                             |            |  |
| 2012（平成24） | 剣道           | 第59回全国高等学校剣道大会（個人）                               |            |  |
| 2012（平成24） | 剣道           | 九州高等学校剣道選抜大会（団体・個人）                           |            |  |
| 2012（平成24） | 女子バレー     | 第57回全九州バレーボール総合選手権大会                           |            |  |
| 2012（平成24） | 女子バレー     | 第65回全日本バレーボール高校選手権福岡県大会                     | 準優勝     |  |
| 2012（平成24） | 女子バレー     | 第23回全九州選抜高等学校                                         |            |  |
| 2012（平成24） | 女子バレー     | 第43回全国高等学校バスケットボール選抜優勝大会福岡県大会         | 第3位      |  |
| 2014（平成26） | 硬式野球       | 第136回九州地区高等学校野球大会（春季）                          |            |  |
| 2014（平成26） | 硬式野球       | 第137回九州地区高等学校野球大会（秋季）                          |            |  |
| 2014（平成26） | 硬式野球       | 第27回NHK旗福岡県選抜高校野球大会                                | 優勝       |  |
| 2014（平成26） | 女子バスケット | 全国・九州高等学校選手権福岡県大会                               | 第3位      |  |
| 2014（平成26） | 女子バスケット | 福岡県高校バスケットボ－ル新人大会                               | 第4位      |  |
| 2014（平成26） | 女子バスケット | 全九州高校バスケットボール春季選手権大会                         |            |  |
| 2014（平成26） | 女子バレー     | 全国・九州高等学校選手権福岡県大会                               | 第3位      |  |
| 2014（平成26） | 女子バレー     | 福岡県新人バレー大会                                             | 第3位      |  |
| 2014（平成26） | 柔道           | 柔道新人福岡県大会（団体）                                       | 第4位      |  |
| 2014（平成26） | 柔道           | 柔道新人福岡県大会（男子個人・90kg）                             | 第3位      |  |
| 2014（平成26） | 柔道           | 柔道新人福岡県大会（男子個人・78kg）                             | 第3位      |  |
| 2014（平成26） | 柔道           | 全国高校選手権福岡県大会（男子団体）                             | 第3位      |  |
| 2014（平成26） | 柔道           | 全国高校選手権福岡県大会（男子個人・73kg）                       | 優勝       |  |
| 2014（平成26） | 柔道           | 全国高校選手権福岡県大会（男子個人・90kg）                       | 第3位      |  |
| 2014（平成26） | 剣道           | 全国・九州高校選手権福岡県大会（女子団体）                       | 第3位      |  |
| 2014（平成26） | 剣道           | 全国・九州高校選手権福岡県大会（女子個人）                       | 第5位      |  |
| 2014（平成26） | 女子サッカー   | 全国高校総合体育大会福岡県大会                                   | 第3位      |  |
| 2014（平成26） | 女子サッカー   | 福岡県高校女子サッカー選手権                                     | 第3位      |  |
| 2014（平成26） | 吹奏楽         | 日本クラシック音楽コンクール福岡ブロック大会（個人）             | 優秀賞     |  |
| 2014（平成26） | 吹奏楽         | 日本クラシック音楽コンクール全国大会（個人）                     | 第5位      |  |
| 2014（平成26） | 吹奏楽         | JMBAマーチングステージ全国大会                                   |            |  |
| 2014（平成26） | 書道           | 「筆の都」全国書画展覧会（個人）                                 | 特選       |  |
| 2014（平成26） | 書道           | 全国高校書道コンクール                                           | 金賞       |  |
| 2014（平成26） | 文芸           | 全国高校創作コンテスト俳句の部（個人）                           | 優秀賞     |  |
| 2015（平成27） | 硬式野球       | 第138回九州地区高等学校野球大会福岡県大会                        | 優勝       |  |
| 2015（平成27） | 女子バレー     | 福岡県高等学校バレーボール大会                                   | 第3位      |  |
| 2015（平成27） | 女子バレー     | 天皇杯・皇后杯全日本バレーボール選手権福岡県ラウンド             | 第3位      |  |
| 2015（平成27） | 女子バレー     | 全日本バレーボール高等学校選手権大会福岡県代表決定戦             | 優勝       |  |
| 2015（平成27） | 女子バレー     | 福岡県高等学校バレーボール新人大会                               | 優勝       |  |
| 2015（平成27） | 女子バスケット | 福岡県高等学校総合体育大会バスケットボ－ル選手権大会             | 第2位      |  |
| 2015（平成27） | 女子バスケット | 全国高校総合大会 初出場                                          |            |  |
| 2015（平成27） | 女子バスケット | 全国高等学校選抜大会福岡予選                                     | 第3位      |  |
| 2015（平成27） | 柔道           | 福岡県高等学校柔道選手権(男子団体)                               | 第3位      |  |
| 2015（平成27） | 柔道           | 福岡県高等学校柔道選手権100kg級(男子個人)                        | 優勝       |  |
| 2015（平成27） | 柔道           | 福岡県高等学校柔道選手権73kg級(男子個人)                         | 第2位      |  |
| 2015（平成27） | 柔道           | 福岡県高等学校柔道選手権100kg超級(男子個人)                      | 第2位      |  |
| 2015（平成27） | 柔道           | 九州ジュニア福岡予選73kg級(男子個人)                             | 第2位      |  |
| 2015（平成27） | 柔道           | 九州ジュニア福岡予選100kg級(男子個人)                            | 第2位      |  |
| 2015（平成27） | 柔道           | 全九州高等学校柔道競技大会100kg級(男子個人)                      | 第2位      |  |
| 2015（平成27） | 柔道           | 福岡県高等学校柔道新人大会(男子団体)                             | 第4位      |  |
| 2015（平成27） | 柔道           | 福岡県高等学校柔道新人大会73kg級(男子個人)                       | 第2位      |  |
| 2015（平成27） | 柔道           | 福岡県高等学校柔道新人大会100kg超級(男子個人)                    | 第2位      |  |
| 2015（平成27） | 柔道           | 福岡県高等学校柔道新人大会100kg級(男子個人)                      | 第3位      |  |
| 2015（平成27） | 柔道           | 第38回福岡県高等学校柔道選手権大会(男子団体)                     | 第3位      |  |
| 2015（平成27） | 柔道           | 第39回福岡県高等学校柔道選手権大会73kg級(男子個人)               | 優勝       |  |
| 2015（平成27） | 柔道           | 第39回福岡県高等学校柔道選手権大会73kg級(男子個人)               | 第2位      |  |
| 2015（平成27） | 柔道           | 第39回福岡県高等学校柔道選手権大会60kg級(男子個人)               | 第3位      |  |
| 2015（平成27） | 柔道           | 第39回福岡県高等学校柔道選手権大会57kg級(女子個人)               | 第3位      |  |
| 2015（平成27） | 剣道           | 福岡県高等学校総合体育大会剣道大会(男子個人)                     |            |  |
| 2015（平成27） | 剣道           | 福岡県高等学校剣道新人大会(男子個人)                             | 第5位      |  |
| 2015（平成27） | 剣道           | 福岡県高等学校剣道新人大会(女子個人)                             | 第5位      |  |
| 2015（平成27） | 吹奏楽         | 全九州カラーガード・パーカッションコンテスト                     | 金賞       |  |
| 2015（平成27） | 吹奏楽         | 福岡県音楽コンクール(個人)                                       | 金賞       |  |
| 2015（平成27） | 吹奏楽         | 第9回マーチングバンド九州大会 出場                               |            |  |
| 2015（平成27） | 吹奏楽         | 第43回マーチングバンド全国大会 出場                              |            |  |
| 2015（平成27） | 吹奏楽         | 第30回福岡県高等学校総合文化祭 全国高校総合文化祭 出場           |            |  |
| 2015（平成27） | 文芸           | 第19回全国高校生創作コンテスト俳句の部(個人)                     | 優秀賞     |  |
| 2015（平成27） | 文芸           | 第19回全国高校生創作コンテスト俳句の部(個人)                     | 入選       |  |
| 2015（平成27） | 文芸           | 第19回全国高校生創作コンテスト短歌の部(個人)                     | 佳作       |  |
| 2015（平成27） | 文芸           | 第19回全国高校生創作コンテスト短歌の部(個人)                     | 入賞       |  |
| 2016（平成28） | 女子バレー     | 第68回春の高校バレー 出場                                        | 1回戦敗退  |  |
| 2016（平成28） | 女子バレー     | 福岡県高等学校総合体育大会バレーボール選手権大会                 | 第2位      |  |
| 2016（平成28） | 女子バレー     | 全九州高等学校体育大会                                           | 第3位      |  |
| 2016（平成28） | 女子バレー     | 全日本バレーボール高等学校選手権大会福岡県代表決定戦             | 優勝       |  |
| 2016（平成28） | 女子バレー     | 福岡県高等学校バレーボール新人大会                               | 第2位      |  |
| 2016（平成28） | 柔道           | 福岡県高等学校総合体育大会柔道選手権大会100kg超級(男子個人)      | 第2位      |  |
| 2016（平成28） | 柔道           | 福岡県高等学校総合体育大会柔道選手権大会73kg級(男子個人)         | 優勝       |  |
| 2016（平成28） | 柔道           | 全九州高等学校柔道競技大会73kg級(男子個人)                       | 優勝       |  |
| 2016（平成28） | 柔道           | 全九州高等学校柔道競技大会100kg超級(男子個人)                    | 第3位      |  |
| 2016（平成28） | 柔道           | 九州ジュニア柔道体重別選手権73kg級(男子個人)                     | 第2位      |  |
| 2016（平成28） | 柔道           | 第55回福岡県高等学校柔道新人大会 (男子団体)                      | 第2位      |  |
| 2016（平成28） | 柔道           | 第55回福岡県高等学校柔道新人大会 60kg級(男子個人)                | 優勝       |  |
| 2016（平成28） | 柔道           | 第55回福岡県高等学校柔道新人大会 73kg級(男子個人)                | 優勝       |  |
| 2016（平成28） | 柔道           | 第55回福岡県高等学校柔道新人大会 73kg級(男子個人)                | 第2位      |  |
| 2016（平成28） | 柔道           | 九州高等学校新人柔道大会 60kg級(男子個人)                        | 第3位      |  |
| 2016（平成28） | 柔道           | 福岡県高等学校柔道選手権大会 60kg級(男子個人)                    | 第2位      |  |
| 2016（平成28） | 柔道           | 福岡県高等学校柔道選手権大会 73kg級(男子個人)                    | 第2位      |  |
| 2016（平成28） | 柔道           | 福岡県高等学校柔道選手権大会 73kg級(男子個人)                    | 第3位      |  |
| 2016（平成28） | 剣道           | 福岡県高等学校総合体育大会剣道選手権大会(女子個人)               | 第4位      |  |
| 2016（平成28） | 剣道           | 玉竜旗高校剣道大会(男子団体)                                     | ベスト8    |  |
| 2016（平成28） | 剣道           | 玉竜旗高校剣道大会(男子個人)                                     | 優秀選手賞 |  |
| 2016（平成28） | 剣道           | 玉竜旗高校剣道大会(男子個人)                                     | 敢闘賞     |  |
| 2016（平成28） | 剣道           | 玉竜旗高校剣道大会(女子個人)                                     | 敢闘賞     |  |
| 2016（平成28） | 軟式野球       | 第12回春季福岡県高等学校軟式野球大会                             | 第2位      |  |
| 2016（平成28） | 吹奏楽         | 全九州カラーガード・パーカッションコンテスト パーカッション部門  | 銅賞       |  |
| 2016（平成28） | 吹奏楽         | 第40回全国高等学校総合文化祭 パレード部門                        | 文化連盟賞 |  |
| 2016（平成28） | 吹奏楽         | 第40回全国高等学校総合文化祭 マーチング・バトントワリング部門    | 文化連盟賞 |  |
| 2016（平成28） | 吹奏楽         | 第44回マーチングバンド全国大会九州予選                           | 銅賞       |  |
| 2016（平成28） | 吹奏楽         | 第24回福岡県高等学校総合文化祭 マーチング・バトントワリング部門  | 優秀賞     |  |
| 2016（平成28） | 吹奏楽         | 第16回マーチングステージ全国大会九州予選                         | 金賞       |  |
| 2016（平成28） | 吹奏楽         | 第16回マーチングステージ全国大会                                 | 優秀賞     |  |
| 2016（平成28） | 演劇           | 高文連地区大会 演劇部門                                          | 舞台美術賞 |  |
| 2016（平成28） | 文芸           | 第31回福岡県高等学校総合文化祭 俳句部門(個人)                    | 優秀賞     |  |
| 2016（平成28） | 文芸           | 第16回高校生フォーラム17歳からのメッセージ(個人)                 | 金賞       |  |
| 2016（平成28） | 文芸           | 第20回全国高校生創作コンテスト 短歌の部(個人)                    | 優秀賞     |  |
| 2016（平成28） | 文芸           | 第20回全国高校生創作コンテスト 俳句の部(個人)                    | 佳作       |  |
| 2016（平成28） | 文芸           | 第20回全国高校生創作コンテスト 俳句の部(個人)                    | 優秀賞     |  |
| 2017（平成29） | 女子バレー     | 第69回春の高校バレー 出場                                        | ベスト16   |  |
| 2017（平成29） | 柔道           | 九州高等学校新人柔道大会（男子団体）                             | 第8位      |  |
| 2017（平成29） | 柔道           | 九州高等学校新人柔道大会 60kg級（男子個人）                      | 第3位      |  |
| 2017（平成29） | 吹奏楽         | 第17回マーチングステージ全国大会                                 |            |  |
| 2019（令和1）  | 柔道           | 第68回全国高等学校柔道大会 60kg級（男子個人）出場                |            |  |
| 2019（令和1）  | 柔道           | 第42回松前杯柔道大会 60kg級（男子個人）                          | 優勝       |  |
| 2019（令和1）  | 柔道           | 第42回松前杯柔道大会 66kg級（男子個人）                          | 優勝       |  |
| 2019（令和1）  | 柔道           | 第42回松前杯柔道大会 66kg級（男子個人）                          | 第3位      |  |
| 2019（令和1）  | 柔道           | 第42回松前杯柔道大会 73kg級（男子個人）                          | 優勝       |  |
| 2019（令和1）  | 柔道           | 第42回松前杯柔道大会 60kg級（男子個人）                          | 準優勝     |  |
| 2019（令和1）  | 硬式野球       | 第144回九州地区高等学校野球大会                                  | 優勝       |  |
| 2019（令和1）  | 硬式野球       | 第101回全国高等学校野球選手権福岡大会                            | 準優勝     |  |
| 2019（令和1）  | 吹奏楽         | 第64回福岡吹奏楽コンクール（創部初）                             | 金賞       |  |
| 2021（令和3）  | 硬式野球       | 第103回全国高等学校野球選手権福岡大会                            | 優勝       |  |
| 2021（令和3）  | 硬式野球       | 第103回全国高等学校野球選手権（夏の甲子園）出場                  |            |  |
| 2021（令和3）  | 剣道           | 福岡県高等学校新人剣道大会兼九州高等学校選抜剣道大会（男子団体） | 準優勝     |  |
| 2021（令和3）  | 女子バレー     | 第74回全日本バレーボール高等学校選手権大会福岡県大会             | ベスト4    |  |
| 2021（令和3）  | 女子バレー     | 天皇杯・皇后杯全日本バレーボール選手権大会福岡県ラウンド         | 第3位      |  |
| 2021（令和3）  | 女子サッカー   | 九州なでしこサッカー大会福岡県予選                               |            |  |
| 2021（令和3）  | 女子サッカー   | 福岡県高等学校総合体育大会サッカー競技大会                       | ベスト8    |  |
| 2021（令和3）  | 女子サッカー   | 第26回福岡県高等学校女子サッカー選手権大会                       | ベスト8    |  |
| 2021（令和3）  | 吹奏楽         | 第37回福岡県吹奏楽コンクール（創部初）                           | 金賞       |  |
| 2021（令和3）  | 吹奏楽         | 第66回九州吹奏楽コンクール（創部初）                             | 金賞       |  |
| 2021（令和3）  | 吹奏楽         | 第47回九州アンサンブルコンテスト（創部初）出場                   |            |  |
| 2021（令和3）  | 吹奏楽         | 高等学校文化連盟吹奏楽部門地区大会                               | 最優秀賞   |  |
| 2021（令和3）  | 吹奏楽         | 第12回管打楽器ソロコンテスト金管部門（ユーフォニアム）           | 第1位      |  |
| 2021（令和3）  | 文芸           | 福岡県高等学校文芸コンクール                                     | 優秀賞     |  |
| 2022（令和4）  | 硬式野球       | 第150回九州地区高等学校野球大会福岡大会                          | 優勝       |  |
| 2022（令和4）  | 硬式野球       | 第150回九州地区高等学校野球大会                                  | 準優勝     |  |
| 2022（令和4）  | 柔道           | 全国高等学校総合体育大会（インターハイ）100kg級（男子個人）出場  |            |  |
| 2022（令和4）  | 吹奏楽         | 第38回福岡県吹奏楽コンクール                                     | 金賞       |  |
| 2022（令和4）  | 文芸           | 第46回全国高等学校総合文化祭東京大会「とうきょう総文2022」出場   |            |  |
| 2023（令和5）  | 女子バレー     | 第76回全日本バレーボール高等学校選手権大会福岡県大会             | 準優勝     |  |
| 2024（令和6）  | 硬式野球       | 第103回全国高等学校野球選手権（夏の甲子園）出場                  | 3回戦進出  |  |

## 通学手段など
多くの生徒がスクールバス、自転車を利用して通学している。

### スクールバス
八女市内・久留米市・みやま市・柳川市・筑後市・大川市へ独自に７路線のスクールバスを運行している。
最寄りバス停留所
- 堀川バス - 西大学園前バス停（羽犬塚駅前の車庫から東亀ノ甲経由のバスに乗車し、約10分）

## 不祥事

### 体罰・虐待
2022年9月、バレー部の60代の男性監督と30代の女性コーチが、女子部員に対する度重なる暴言、ハラスメント行為を行い、これが問題視され学校を辞職。教師から生徒への暴言や、監督の酒盛り給仕の強制、生徒間の体罰強要などがあったとされる。

## 著名な卒業生

### 野球
- 中村壽博（第74回全国高等学校野球選手権大会・優勝主将）

- 青柳進
- 石貫宏臣
- 柴原浩
- 新庄剛志
- 荒木慶大
- 小島大作
- 財前貴男
- 森辰夫
- 小野郁
- 中村宜聖
- 大曲錬

### その他スポーツ
- 三浦広光（総合格闘家）
- 田中佑昌（サッカー）
- 舞華（プロレス）

### 芸能
- 藤本隆宏 (俳優)
- 木下あかり（女優）
- 田中麗奈（女優）